# Enantiornis
Enantiornis (лат., возможное русское название — энанциорнис; от др.-греч. ἐναντίος — противоположный и ὄρνις — птица) — род энанциорнисовых птиц (Enantiornithes), известных из верхнемеловых (верхний маастрихт, 70,6—66,0 млн лет назад) отложений Эль Брете в Аргентине. Включает единственный вид — E. leali.
Это один из самых крупных представителей энанциорнисовых птиц, достигающий длины около 1 м (не считая хвоста). По образу жизни энанциорнисы напоминали среднего размера грифов или орлов.
Как и со многими вымершими группами, систематическое положение Enantiornis не вполне ясно и многие моменты остаются спорными. Возможно, он состоит в довольно близком родстве с авизаврами (Avisaurus), другими хищными представителями Enantiornithes. Ранее энанциорнисов и нескольких близких родов систематики выделяли в отдельное семейство энанциорнисовых (Enantiornithidae).
Другие виды птиц из Азии, ранее относимые к этому роду, выведены из его состава. Enantiornis martini теперь перенесён в род Incolornis, а Enantiornis walkeri — в род Explorornis. Эти перегруппировки связаны, в основном, с тем, что описание этих ископаемых птиц относится к периоду, когда разнообразие ископаемых птиц, близких к энанциорнисам, было недостаточно известно и значительно недооценивалось.